# Пильзнер
Пильзнер (от нем. Pilsner, букв. «пльзеньское») — наиболее распространённый на рынке вид пива низового брожения. Имеет характерный пивной аромат и мягкий вкус хмеля. Назван в честь богемского города Пильзен (нем. Pilsen), где был изобретён.
Разновидности названий, используемых для маркетинговых целей: Pilsener, Pilsner, Pils, а также пиво пильзенского типа.

## История
Богемские пивовары не были обязаны следовать строгим баварским законам «о чистоте пива», из-за чего к началу XIX столетия качество местного пива сильно упало. В 1838 году разъярённые горожане прикатили несколько десятков бочек пива к ратуше и разбили их перед входом. Городские власти Пльзеня приняли решение о строительстве собственной пивоварни, которая бы варила пиво по баварским технологиям. Так в городе появилась пивоварня, которая сейчас известна под названием Plzeňský Prazdroj.
Для руководства пивоварней был приглашен баварский пивовар Йозеф Гролл, который уже в октябре 1842 года представил первую партию пива, сваренного им с применением новых технологий пивоварения и светлого солода. Комбинация светлого солода, отборного хмеля из окрестностей города Жатец, характерной для Пльзеня чрезвычайно мягкой воды, а также заимствованная из Баварии технология низового брожения, позволили получить прозрачное пиво с золотистым оттенком, лёгким ароматом хмеля и густой пеной.
Новый вид пива быстро завоевал поклонников по всей Европе. В 1859 торгово-промышленная палата Пльзеня зарегистрировала торговую марку Pilsner Bier, а в 1898 году Пльзеньский пивоваренный завод начал выпуск пива под торговой маркой Pilsner Urquell, что буквально переводится с немецкого как Первоисточник Пилзнера и подчеркивает, что именно его продукция является оригинальным пильзнером.

## Современный пильзнер

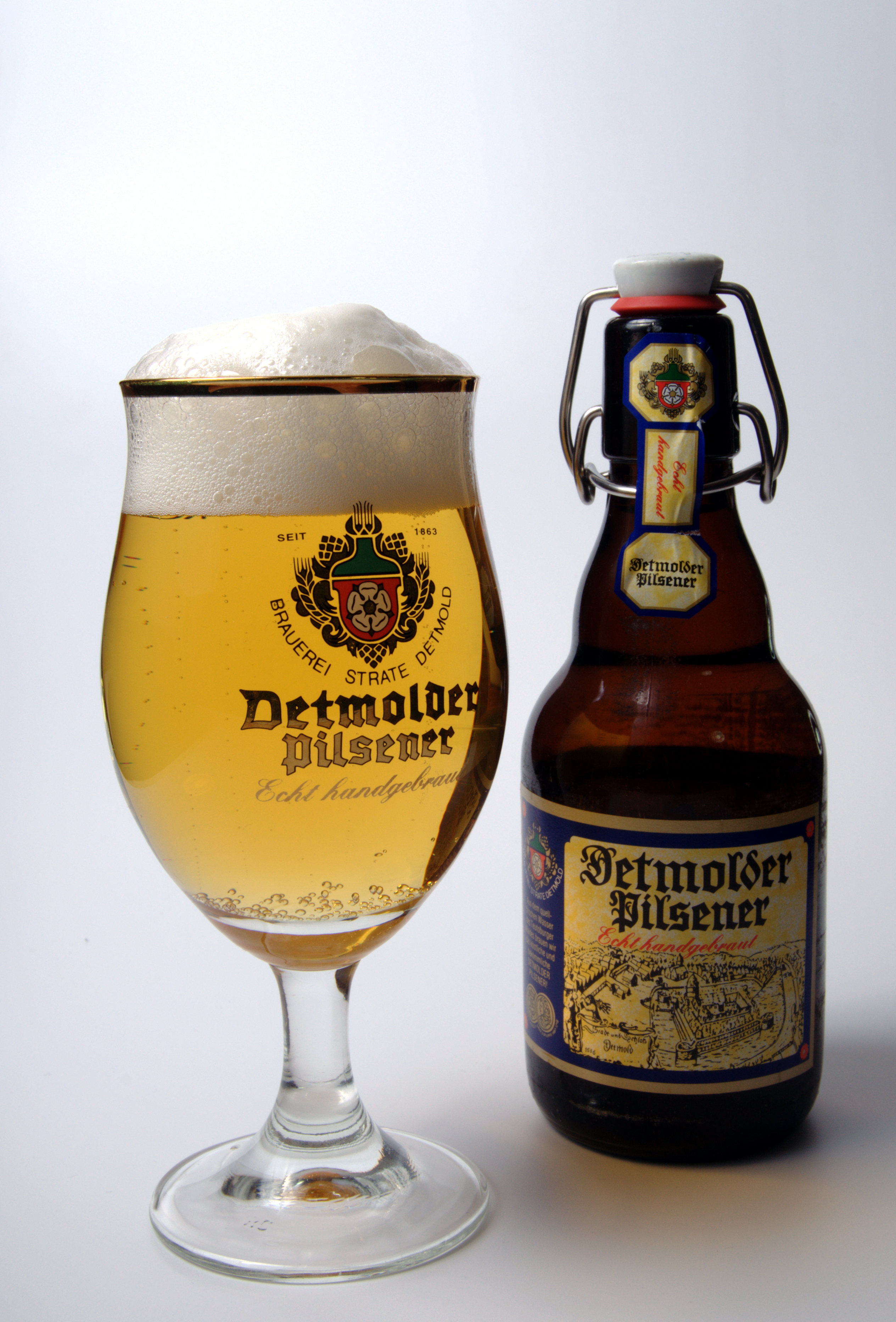
Немецкий Detmolder Pilsener

На сегодня[когда?] пильзнер является самым распространенным видом светлого пива (которое зачастую отождествляют с лагером, хотя есть определенные различия) [где?]. Необходимыми условиями производства настоящего пильзнера являются использование светлого солода, мягкой воды и, что самое важное, жатецкого хмеля. Наиболее известными являются чешские и немецкие сорта, которые в основном отличаются повышенной хмелевой горечью, а также бельгийские и голландские, для которых нередко характерен несколько сладковатый привкус.
Ныне некоторые пивоварни, прежде всего североамериканские, используют термин Pilsner или Pils в названии собственных сортов пива, чтобы подчеркнуть их престижность, даже если при их изготовлении не используются присущие этому виду пива ингредиенты, а вкус не характерен для классического пильзнера.

## Типы Пильзнера
- Богемский Пильзнер
- Немецкий пильзнер
- Классический американский пильзнер (Classic American Pilsner)